# Henri Damas Bonhomme
Henri Damas Bonhomme (Maastricht, 10 september 1747 - Surhuizum, 7 februari 1826) was een militair, patriot, Nederlands minister onder Lodewijk Napoleon, gouverneur en maire (burgemeester).
Bonhomme kwam al op jonge leeftijd in het leger en maakte daarin carrière. Hij was kapitein toen hij in 1787 ontslagen werd uit het leger omdat hij zich tijdens de Patriottenopstand als patriot manifesteerde. 
Na de vorming van de Bataafse Republiek in 1795 werd hij aangesteld als generaal-majoor. Tijdens de veldtocht in Noord-Holland in 1799 voerde hij een divisie aan en nam hij op 10 september het opperbevel over. Hij werd voor zijn succesvol optreden door de Nationale Vergadering onderscheiden op voordracht van generaal Brune, de opperbevelhebber van het Gallo-Bataafse leger.
In 1803 werd hij bevorderd tot luitenant-generaal. Van 29 juli 1806 tot 24 november 1806 was hij door koning Lodewijk Napoleon benoemd tot minister van Oorlog. Hierna werd hij gouverneur-generaal van het Departement Oost-Friesland onder de gouverneur-generaal van het koninkrijk Westfalen. Dit bleef hij tot 16 februari 1807 waarna hij weer in het leger geroepen werd.
Bonhomme werd benoemd tot kolonel-generaal der troepen te paard, en groot-officier van het Koninkrijk, en niet veel later ook tot één der kapiteins van de garde des Konings. Ook werd hij onderscheiden met het Grootkruis der Orde van de Unie van Holland. Hij trok zich terug op zijn landgoed Woudlust in Surhuizum waar hij vanaf 1 januari 1812 tot 1 januari 1814 maire was en aansluitend, na afschaffing van deze functie, bleef hij als schout tot 1 oktober 1816 aan het hoofd van het gemeentebestuur.
Na zijn overlijden liet hij een groot deel van zijn nalatenschap na aan goede doelen. Hij was gehuwd met mejuffrouw Geertzema en had geen kinderen. 